# Marek Dziuba
Marek Dziuba (* 19. Dezember 1955 in Łódź, Polen) ist ein ehemaliger polnischer Fußballspieler und Trainer.

## Vereinskarriere
Marek Dziuba begann seine Profikarriere in seiner Heimatstadt Łódź beim Łódzki KS. Hier spielte er insgesamt elf Jahre lang. Jedoch blieb ihm in dieser Zeit ein Vereinstitel verwehrt. So wechselte er 1984 zum Stadtrivalen Widzew Łódź. Hier gewann er gleich in seiner ersten Saison den polnischen Pokal. Dies blieb jedoch der einzige Vereinstitel. 1987 durfte er, allerdings schon 32-jährig, ins Ausland nach Belgien wechseln. Hier spielte er fünf Saisons für VV St. Truiden.

## Nationalmannschaft
Von 1977 bis 1984 absolvierte Dziuba für die polnische Nationalmannschaft 53 A-Länderspiele, in denen er ein Tor erzielte. Er nahm mit Polen an der WM 1982 teil, in der er mit der Mannschaft den dritten Platz errang.

## Trainerkarriere
Dziuba trainierte unter anderem den Łódzki KS und Widzew Łódź. Mit ŁKS gewann er 1998 die Polnische Meisterschaft und wurde mit Widzew 1999 Polnischer Vize-Meister.

## Erfolge als Spieler
- Polnischer Pokalsieger (1985)
- WM-Dritter (1982)

## Erfolge als Trainer
- Polnischer Meister (1998)

| Personendaten    | Personendaten                         |
| ---------------- | ------------------------------------- |
| NAME             | Dziuba, Marek                         |
| KURZBESCHREIBUNG | polnischer Fußballspieler und Trainer |
| GEBURTSDATUM     | 19. Dezember 1955                     |
| GEBURTSORT       | Łódź                                  |